# Instituições da União Europeia
As Instituições da União Europeia (UE) são os sete principais corpos que compõem a organização.

## Instituições

### Instituições constitucionais da UE
A União Europeia tem sete instituições: o Parlamento Europeu, o Conselho da União Europeia, a Comissão Europeia, o Conselho Europeu, o Banco Central Europeu, o Tribunal de Justiça da União Europeia e o Tribunal de Contas Europeu. Competências no controlo e em alterações na legislação são divididas entre o Parlamento e o Conselho da União Europeia, enquanto as tarefas executivas são levadas a cabo pela Comissão Europeia e em uma capacidade limitada pelo Conselho Europeu (que não deve ser confundido com o Conselho da União Europeia). A política monetária da Zona Euro é governada pelo Banco Central Europeu. A interpretação, a aplicação da legislação da UE e os tratados são assegurados pelo Tribunal de Justiça da União Europeia. O orçamento da UE é analisado pelo Tribunal de Contas Europeu. Há também uma série de órgãos auxiliares que aconselham a UE ou operam em uma área específica.
| Parlamento Europeu - Poder legislativo (semelhante a uma câmara baixa) - | | Conselho Europeu - Define ímpeto e direção - | | Conselho da União Europeia - Poder legislativo (semelhante a uma câmara alta) - |  | Comissão Europeia - Poder executivo - |  |  |
| European Parliament | Members of the European Council 2011 | EU Council room | Sede da Comissão Europeia |                                                                                 |  |                                       |  |  |
| - atua juntamente com o Conselho como o poder legislativo - partilha com o Conselho o poder orçamental e decide em última instância sobre o orçamento geral da União Europeia - exerce o controlo democrático sobre as instituições da UE, incluindo a Comissão Europeia e nomeia os membros da Comissão - sede e sessões plenárias em Estrasburgo, Secretaria-Geral em Luxemburgo e reuniões principalmente em Bruxelas | - cimeira dos chefes de governo, liderado pelo Presidente do Conselho Europeu - dá o impulso necessário para o desenvolvimento e define os objectivos e as prioridades gerais - não legisla - sediado em Bruxelas | - atua junto com o Parlamento como poder legislativo - exerce, juntamente com o Parlamento, o poder orçamental - assegura a coordenação da ampla política económica e social e estabelece diretrizes para a Política Externa e de Segurança Comum da União Europeia (PESC) - concluí acordos internacionais - sediado em Bruxelas | - é o "governo" - apresenta propostas de novas legislações ao Parlamento e ao Conselho - implementa a política da UE e administra o orçamento - garante a conformidade com Lei da UE - negocia tratados internacionais - sediado em Bruxelas |                                                                                 |  |                                       |  |  |
| | | | |                                                                                 |  |                                       |  |  |

| | Tribunal de Justiça da União Europeia - Poder judiciário -                                                                               | | Tribunal de Contas Europeu - Auditoria contábil - |  | Banco Central Europeu - Política monetária (banco central) - |  |
| ECJ room | ECA building | Banco Central Europeu |                                                   |  |                                                              |  |
| - garante uniformidade de intepretação da Lei da UE - tem o poder de decidir disputas legais entre os Estados-membros, instituições, empresas e indivíduos da UE - sediado em Luxemburgo | - examina o uso adequado das receitas e despesas das instituições da UE (ver também Orçamento da União Europeia) - sediado em Luxemburgo | - forma em conjunto com os bancos centrais nacionais o Sistema Europeu de Bancos Centrais e determina, assim, a política monetária da UE - garante a estabilidade de preços em da Zona Euro, controlando a oferta de dinheiro - sediado em Frankfurt |                                                   |  |                                                              |  |

#### Parlamento Europeu
O Parlamento Europeu (PE), eleito a cada cinco anos pelos cidadãos da UE nas eleições parlamentares europeias, é a única assembleia parlamentar multinacional eleita por sufrágio universal no mundo. Embora fundada somente como uma assembleia consultiva, as competências legislativas do Parlamento Europeu aumentaram significativamente a partir do Tratado de Maastricht (1993). Hoje, juntamente com o Conselho, é um órgão legislador da União Europeia.

#### Conselho
O Conselho da União Europeia (CUE), vulgarmente conhecido como Conselho de Ministros, que representam os Governos dos Estados-membros, cujos interesses defendidos buscam um acordo comum. Juntamente com o Parlamento Europeu exerce o poder legislativo. Ele mantém significativos poderes executivos cujo exercício automaticamente é transferido para a Comissão. Nos últimos tempos, parece ser confirmado como centro gravitacional do poder da comunidade, em detrimento, principalmente da Comissão.

#### Comissão Europeia
A Comissão Europeia (CE) representa o poder executivo da UE, mas também está envolvida na legislação. É uma instituição politicamente independente que representa e defende os interesses da União como um todo, propõe legislação, políticas e programas de ação e é responsável pela execução das decisões do Parlamento e do CUE. A Comissão tem o direito exclusivo de iniciativa no processo legislativo, ou seja, propõe a nova legislação da UE, mas são o Parlamento Europeu e o Conselho que a adoptam.

#### Conselho Europeu
O Conselho Europeu (não confundir com o Conselho da UE), formado pelos chefes de Estado ou de Governo dos países da União Europeia, reúne quatro vezes por ano (de acordo com a Lei Única Europeia, deve reunir pelo menos duas vezes por ano ou mais, em sessão extraordinária, convocada pelo seu presidente) para analisar as grandes questões europeias e dar à União os impulsos necessários e definir as suas prioridades e orientar as políticas globais. Carece de qualquer poder legislativo, executivo ou judiciário, pelo menos formalmente, mas a sua influência é grande e tende a ser crescente. O seu antecessor são as "conferências de cimeira" dos anos 1970. Tornou-se numa instituição com o Tratado de Lisboa, em 2009.

### Instituições não-políticas

#### Tribunal de Justiça
O Tribunal de Justiça da União Europeia (vulgarmente conhecido como Tribunal Europeu de Justiça) é o supremo tribunal da União em matéria de Direito da União e é composto por 27 juízes (um por cada Estado-membro) com um presidente eleito entre eles (atualmente Vassilios Skouris). O seu papel é garantir que o direito da União é aplicado da mesma forma em todos os Estados e para resolver litígios entre as instituições ou Estados. Tornou-se numa instituição poderosa em matéria de Direito da União, podendo substituir a legislação nacional. O Tribunal de Justiça é assistido por um tribunal inferior chamado de Tribunal de Primeira Instância (TPI) e um Tribunal da Função Pública, com o objetivo de reduzir a carga de trabalho do tribunal principal.

#### Tribunal de Contas
O Tribunal de Contas Europeu é uma instituição, que apesar do nome, não tem poder judicial. Em vez disso, ele garante que os fundos dos contribuintes do orçamento da União Europeia foram corretamente gastos. O órgão faz um relatório de auditoria para cada exercício, ao Conselho e ao Parlamento. O Parlamento usa isso para decidir se aprova o Orçamento. O Tribunal também dá opiniões e propostas sobre legislação financeira e ações antifraude. É a única instituição que não é mencionada nos tratados originais, tendo sido criado em 1975. Ela foi criada como uma instituição independente, devido à sensibilidade da questão da fraude na União Europeia. É composto por um membro de cada Estado designado pelo Conselho de seis em seis anos. A cada três anos, um deles é eleito para ser o presidente do tribunal.

### Instituições financeiras

#### Banco Central Europeu
O Banco Central Europeu (BCE) é responsável pela política monetária europeia. É o banco central da moeda única europeia, o Euro (€). Além do controlo sobre as questões monetárias e exigências, comanda a política cambial e as taxas de juros, incluindo a competência monetária, cujo objetivo fundamental é preservar a estabilidade dos preços e o controlo da inflação. Exerce as suas funções com total independência. Em cumprimento com as disposições do Tratado de Lisboa, passará a deter o estatuto constitucional de Instituição. Tornou-se numa instituição com o Tratado de Lisboa, em 2009.

## Outros órgãos e agências da União
Os órgãos são comparáveis a instituições de menor nível (embora não beneficiem deste estatuto), e se as funções são concretas, a área em que se podem implantar é transversal ou, eventualmente, são aplicadas por campos mais específicos, mas com amplos poderes que vão muito além da gestão. Eles têm independência no exercício das suas funções.
As agências são filiais de outras instituições, mas com autonomia funcional, geralmente qualificadas em áreas especializadas da gestão delegada.

### Órgãos de garantia
- O Provedor de Justiça Europeu tem como objectivo defender os cidadãos e as empresas da UE contra a má gestão, abuso ou tratamento discriminatório das instituições, órgãos e agências da União e das autoridades nacionais, caso entrem em infração, em detrimento dos cidadãos e das obrigações das empresas ou abrir os respectivos direitos ao abrigo do direito comunitário.

### Órgãos consultivos
Os organismos consultivos podem intervir de forma consultiva na tomada de decisões, embora não tenham poder legislativo.
- O Comité Económico e Social Europeu, representa sindicatos, organizações patronais, ONGs e outras organizações sócio-económicas de importância europeia.
- O Comité das Regiões, representa as autoridades regionais e locais, as suas perspectivas e interesses.

### Órgãos financeiros
- Banco Europeu de Investimento (BEI) tem como missão contribuir para um desenvolvimento regional equilibrado através da integração económica e coesão social.

### Órgãos interinstitucionais
Os órgãos interinstitucionais são:
- Serviço das Publicações Oficiais das Comunidades Europeias: edita, imprime e distribui informação sobre a UE e as suas atividades;
- Serviço Europeu de Seleção de Pessoal: selecciona o pessoal das instituições da UE e de outras agências;
- Autoridade Europeia para a Protecção de Dados (AEPD): garante que as instituições e órgãos da UE respeitem o direito dos indivíduos à privacidade no processamento de dados pessoais.

### Agências descentralizadas (Agências Europeias)
Para uma lista mais completa, consulte Agências da União Europeia
As agências europeias não são instituições da União Europeia, não estando abrangidas pelo regime linguístico das instituições. Estão encarregues de áreas específicas com técnica, científica ou de gestão, a nível da UE. Estas agências não estavam previstas nos tratados europeus: cada uma é criada por um ato legislativo específico, e nem todos têm o termo "agência" no seu título oficial: a autoridade pode ser chamada de centro, instituto ou fundação.
- Agências para a Política Externa e de Segurança Comum
  - Instituto de Estudos de Segurança da União Europeia: contribui para a construção de uma cultura europeia comum de segurança e promove a discussão estratégica.
  - Centro de Satélites da União Europeia
- As agências de coordenação e cooperação policial e judiciária em matéria penal. Estas agências foram criadas para ajudar os Estados-membros a cooperar no combate ao crime organizado internacional. Executa tarefas no contexto do diálogo, da assistência e da cooperação entre polícias, alfândegas, serviços de imigração e da Justiça dos Estados-membros.
  - Europol: responsável por facilitar as operações de combate ao crime na União Europeia.
  - Eurojust: reforça a cooperação judiciária entre os estados-membros.